# جان بول بنزكري
جان بول بنزكري (بالفرنسية: Jean-Paul Benzécri)، ولد في وهران في 23 فبراير 1932 وتوفي في 24 نونبر 2019 في فيامبوي، أور ولوار، رياضياتي وإحصائي فرنسي اشتهر بأعماله في مجال تحليل البيانات وخصوصا في التحليل العاملي (التحليل عبر المركبات الرئيسية).

## حياته
درس بنزكري في المدرسة العليا للأساتذة والتي تخرج منها سنة 1953 كأستاذ مبرز (بالفرنسية: Agrégé) والأول على فوجه. نال شهادة الدكتوراه بإشراف مشترك بين المدرسة العليا للأساتذة وجامعة برينستون، بتأطير من الرياضياتي هنري كارتان حول موضوع الفضاءات التآلفية والتي بين فيها بأن مميزة أولر تنعدم في فضاء تآلفي مسطح ومتراص.
درس بنزكري في كلية العلوم بباريس وجامعة بيير وماري كوري وفي معهد جامعة باريس للإحصاء.

## أعماله
يعتبر بنزكري من المؤسسين لمجال تحليل البيانات في علم الإحصاء، وخصوصا على مستوى التحليل الإحصائي المتعدد المتغيرات وتطوير تقنيات للاستنباط السريع لبنية البيانات الضخمة أو المتعددة المتغيرات. اشتهر بنزكري بالتقعيد الرياضي والتنظير لتقنيات التأويل والاستغلال العملي لعدة طرق مهمة كالتحليل العاملي للعلاقات والتحليل عبر المركبات الرئيسية  وتحليل العلاقات المتعددة، كتعميم لتقنية تحليل المركبات على المتغيرات الفئوية.
اهتم أيضا بمجال التنقيب في البيانات وقام بتطوير خوارزميات مهمة كتلك المستعملة في التجميع الهرمي.
كان لأعمال بنزكري دور كبير في انفتاح طرق التحليل الإحصائي على مجالات معرفية أخرى، خصوصا علم الاجتماع، وقد ساهم استخدام بيير بورديو لمنهجية التحليل العاملي في دراساته ونظرياته حول الفوارق الاجتماعية في تثبيت وجاهة هذه الطرق وزيادة استعمالها من طرف الباحثين حول العالم، وامتدادها لمجالات أخرى (استمثال الصور والأصوات، البيانات الضخمة، التعلم المراقب...).

## مؤلفاته
- تحليل البيانات، الجزء الأول: التصنيف. 1973 - (ISBN 2-04-007034-6)
- تحليل البيانات، الجزء الثاني: تحليل العلاقات. 1973 - (ISBN 2-04-007225-X)
- تاريخ وما قبل تاريخ تحليل البيانات. 1982 - (ISBN 2-04-015467-1)
- اللسانيات وعلم المعاجم. 2007 - (ISBN 2-04-010776-2)
- تطبيق تحليل البيانات. 1980 - (ISBN 2-04-015732-8)

## وصلات خارجية
- لائحة أعمال ومقالات جان بول بنزكري من موقع أرشيف التعليم العالي والبحث العلمي الفرنسي.